# Vinyl Goddess from Mars
Vinyl Goddess From Mars è un videogioco a piattaforme prodotto dalla Six Pound Sledge e distribuito dalla Union Logic nel 1995.
Il progetto originario apparteneva alla Epic MegaGames, che intendeva realizzare un sequel di Jill of the Jungle con il titolo Jill of the Jungle II, ma in seguito abbandonò il progetto per concentrarsi su Jazz Jackrabbit. Il gioco fu quindi ceduto alla Union Logic, che variò la trama e il personaggio lasciando però sostanzialmente immutati lo spirito e la tecnologia del gioco.

## Trama
Il gioco è ambientato in un'epoca futuristica. Vinyl, detta la Dea di Marte (Goddess From Mars, nel titolo originale), è una delle più grandi fan di film dell'intero universo, ed è per questo motivo che ha intenzione di recarsi a una convention intergalattica sui B-Movie. Tuttavia, durante il tragitto, l'astronave che guidava si viene a trovare in mezzo a una pioggia di meteoriti e, gravemente danneggiata, si schianta su un pianeta sconosciuto.
Il compito di Vinyl sarà quello di esplorare il pianeta, raccogliendo tutto il necessario per riparare la sua astronave, e raggiungere così in tempo la convention.

## Modalità di gioco
Il gioco, come Jill of the Jungle, si compone di tre episodi. I livelli sono accessibili mediante una mappa con visuale dall'alto, e sono rappresentati da dei cerchi azzurri lampeggianti.
In ogni livello bisogna trovare l'uscita, rappresentata da un cartello girevole con la scritta EXIT, combattendo le varie creature che popolano le ambientazioni del pianeta. Per questo, Vinyl può raccogliere una vasta gamma di armi, che si differenziano per potenza, velocità e tipo di attacco e annoverano spade da lancio, coltelli, shuriken e perfino palle di fuoco. L'uso di ogni arma è però limitato, e Vinyl può portare solo un tipo di arma alla volta.
Vinyl ha a disposizione 10 punti ferita, esauriti i quali morirà e riapparirà all'inizio del livello o vicino all'ultimo checkpoint, rappresentato da un cartello girevole con la scritta OK.

### Oggetti bonus
- Pozioni guaritrici: Restituiscono salute a Vinyl. Le pozioni verdi nelle caraffe ridanno 1 punto ferita, mentre quelle arancioni nelle damigiane riportano al massimo i punti ferita.
- Attrezzi: Sono delle sfere rosse che si aprono e si chiudono. In ogni livello bisogna raccoglierne il più possibile per ricevere un bonus alla fine dello stesso.

Ci sono poi altri oggetti bonus, come i gioielli, che aumentano il punteggio.

## Poster
Vinyl è ispirata all'attrice statunitense Deborah Dutch. Nella confezione della versione originale era anche disponibile un poster che la raffigurava con indosso l'abito rosso della protagonista.